# Singapurische Fußballnationalmannschaft
Die singapurische Fußballnationalmannschaft (chinesisch 新加坡國家足球隊, malaiisch Pasukan bola sepak kebangsaan Singapura, Tamil சிங்கப்பூர் தேசிய கால்பந்து அணி) ist die Nationalmannschaft des südostasiatischen Stadtstaates Singapur.
Singapur ist es bisher noch nicht gelungen, sich für eine Fußball-Weltmeisterschaft zu qualifizieren. Für die Fußball-Asienmeisterschaft 1984 war man als Gastgeber automatisch qualifiziert. Nach einem  2:0-Sieg gegen Indien, einem 1:1-Unentschieden gegen den Iran sowie Niederlagen gegen die Vereinigten Arabischen Emirate (0:1) und China (0:2) schied man aber bereits nach der Vorrunde aus.
Die Südostasienmeisterschaft (AFF Suzuki Cup, vormals Tiger Cup) konnte Singapur in den Jahren 1998, 2004, 2007 und 2012 gewinnen. Gemessen an der FIFA-Weltrangliste ist Singapur nach Vietnam, Thailand und den Philippinen die viertbeste südostasiatische Nationalmannschaft.

## Weltmeisterschaften
- 1930 bis 1974 – Nicht teilgenommen
- 1978 bis 2026 – Nicht qualifiziert

## Asienmeisterschaften
- 1956: nicht teilgenommen
- 1960: nicht qualifiziert
- 1964: nicht teilgenommen
- 1968: nicht qualifiziert
- 1972: nicht teilgenommen
- 1976 bis 1980: nicht qualifiziert
- 1984: Vorrunde
- 1988: nicht teilgenommen
- 1992 bis 2024: nicht qualifiziert

## Südostasienmeisterschaft (AFF Suzuki Cup)
- 1996 – Vorrunde
- 1998 – Südostasienmeister
- 2000 – Vorrunde
- 2002 – Vorrunde
- 2004 – Südostasienmeister
- 2007 – Südostasienmeister
- 2008 – Halbfinale
- 2010 – Vorrunde
- 2012 – Südostasienmeister
- 2014 – Vorrunde
- 2016 – Vorrunde
- 2018 – Vorrunde
- 2021 – Halbfinale
- 2022 – Vorrunde
- 2024 – Halbfinale

## Geschichte

### 1892–1994
1892 wurde der Fußballverband Singapurs offiziell als Gesellschaft registriert. Singapur hat den allerersten HMS Malaysia Cup in 1921 als einer der sechs teilnehmenden Mannschaften gewonnen. In diesem Pokalturnier nahm nicht die wirkliche Nationalmannschaft teil, denn es gab in dieser Mannschaft auch ausländische Spieler. Diese Mannschaft wurde trotzdem von der Mehrheit der Singapurer als die Nationalmannschaft anerkannt und konsequent stark verfolgt. Bis 1941 hatten sie entweder den Pokal gewonnen oder sind ins Endspiel gekommen, das Turnier wurde aber in diesem Jahr wegen des Zweiten Weltkrieges unterbrochen.
Singapur hat insgesamt 24-mal den Malaysiapokal gewonnen und sind dazu zweimaliger Meister der malaysischen Liga. Singapur wurde zuletzt 1994 als Meister der Liga und des Pokals gekrönt, aber traten wegen eines Streits über den Anteil des Zuschauereinkommens mit der Football Association of Malaysia zurück und haben seitdem nicht mehr in beiden Wettbewerben teilgenommen. Nach zwei Jahren wurde die erste professionelle Liga in Singapur, die S. League, gegründet, und der Schwerpunkt wurde dann eher auf die echte Nationalmannschaft gelegt.

### 1995–1999
Singapur gewann 1995 die Bronzemedaille in den Südostasiatischen Spielen nach einem 0:1-Niederlage in den Halbfinals gegen Thailand. Im ersten Südostasiatischen Fußballmeisterschaften 1996 war Singapur als Gastgeber nach der Vorrunde ausgeschieden.
1997 erreichte die Nationalmannschaft wieder die Halbfinals der Südostasiatischen Spiele, wurde aber von Indonesien 2:1 geschlagen. Singapur verlor dann auch gegen Vietnam 1:0 und erreichte damit den vierten Platz.
In den Spielen des Tiger Cups 1998 überstand Singapur mit Siegen über die Philippinen und Malaysia durch die Vorrunde. Singapur schlug Indonesien in den Halbfinals 2:1 und war im Endspiel gegen Gastgeber Vietnam mit einem Endergebnis von 1:0 erfolgreich. Damit holte der damalige Cheftrainer Barry Whitbread den ersten internationalen Titel nach Singapur.

### 2000–2002
Jan Børge Poulsen, der während der Fußball-WM 1998 ein Teil des dänischen Managementteams war, wurde 1999 als Technical Director des Football Association of Singapore ernannt. Cheftrainer zu dieser Zeit war Vincent Subramaniam, aber nach dem Ausscheiden in der Vorrunde wurde Vincent durch Poulsen 2001 ersetzt.
2002 fand der Tiger Cup wieder in Singapur statt, aber nach einer 4:0-Niederlage gegen den Nachbarn Malaysia reichte ein 2:1-Sieg gegen Laos und ein 1:1-Unentschieden gegen Thailand nicht, die Vorrunde zu überstehen und Poulsen verlor deswegen seinen Job als Trainer.

### 2003–2004 (Tiger Cup)
Radojko Avramović hat seit 2003 die Stelle als Nationaltrainer übernommen. Mit seiner Begleitung begann Singapur den Tiger Cup 2004 als Außenseiter, kam aber mit einem 1:1-Remis gegen Gastgeber Vietnam, ein weiteres Unentschieden gegen Indonesien, und Siegen gegen Kambodscha und Laos doch durch die Vorrunde.
In den Halbfinals trafen sich Singapur und Myanmar. Singapur gewann das Hinspiel in Myanmar 4:3 und erreichte das Endspiel mit einem 4:2-Heimsieg im Rückspiel, allerdings erst nach der Verlängerung. Drei myanmarische Spieler bekamen Platzverweise. Im Finale gegen Indonesien gelang Singapur ein 3:1-Auswärtssieg im Hinspiel vor über 110.000 Zuschauern in der indonesischen Hauptstadt Jakarta und holte sich mit einem 2:1-Erfolg in Singapur vor 59.000 Zuschauer seinen zweiten internationalen Titel.

## Rekordspieler
| Rang | Name                  | Einsätze | Tore | Position   | Zeitraum             |
| ---- | --------------------- | -------- | ---- | ---------- | -------------------- |
| 01.  | Daniel Bennett        | 146      | 07   | Abwehr     | 2002–2013, 2016–2017 |
| 02.  | Shahril Ishak         | 144      | 15   | Mittelfeld | 2003–                |
| 03.  | Baihakki Khaizan      | 143      | 5    | Abwehr     | 2003–2021            |
| 04.  | Hariss Harun          | 138      | 11   | Mittelfeld | 2007–                |
| 05.  | Khairul Amri          | 135      | 32   | Angriff    | 2004–                |
| 06.  | Aide Iskandar         | 121      | 0    | Abwehr     | 1995–2007            |
| 07.  | Safuwan Baharudin     | 120      | 13   | Abwehr     | 2010–                |
| 08.  | Shunmugham Subramani  | 115      | 0    | Abwehr     | 1996–2007            |
| 08.  | Hassan Sunny          | 115      | 0    | Tor        | 2004–                |
| 10.  | Indra Sahdan Bin Daud | 113      | 30   | Angriff    | 1997–2013            |
| 11.  | Fandi Ahmad           | 101 (92) | 55   | Mittelfeld | 1985–1997            |
| 12.  | Nazri Nasir           | 100      | 12   | Angriff    | 1990–2004            |

## Rekordtorschützen
| Rang | Name                         | Tore | Einsätze | Quote | Zeitraum  |
| ---- | ---------------------------- | ---- | -------- | ----- | --------- |
| 01.  | Fandi Ahmad                  | 55   | 101      | 0,54  | 1985–1997 |
| 02.  | Noh Alam Shah                | 34   | 82       | 0,41  | 1999–2010 |
| 03.  | Khairul Amri                 | 32   | 135      | 0,24  | 2004–     |
| 04.  | Indra Sahdan Bin Daud        | 30   | 113      | 0,27  | 1997–2013 |
| 05.  | Aleksandar Đurić             | 27   | 58       | 0,47  | 2007–2012 |
| 06.  | Mohamed Rafi bin Mohamed Ali | 17   | 76       | 0,22  | 1994–2004 |
| 06.  | Ikhsan Fandi                 | 17   | 32       | 0,53  | 2017–     |

Quelle: Singapore - Record International Players (Stand: 18. November 2024, aber unvollständig)

## Trainer
- Lim Yong Liang (1936–1941)
- Rahim Sattar (1960–1963)
- Harith Omar (1963–1964)
- Choo Seng Quee (1964–1965)
- Choo Seng Quee (1967)
- Yap Boon Chuan (1968–1971)
- Choo Seng Quee (1971)
- Mick Walker (1972–1974)
- Ibrahim Awang (1974–1975)
- Trevor Hartley (1975–1976)
- Choo Seng Quee (1976–1977)
- Sebastian Yap (1977–1978)
- Jita Singh (1979–1984)
- Hussein Aljunied (1984–1986)
- Seak Poh Leong (1987–1988)
- Jita Singh (1989)
- Robin Chan (1990–1992)
- Milouš Kvaček (1992)
- Poravankara Narayanan Nair Sivaji (1993)
- Ken Worden (1994)
- Douglas Moore (1994–1995)
- Barry Whitbread (1995–1998)
- Vincent Subramaniam (1998–2000)
- Jan B. Poulsen (2000–2003)
- Radojko Avramović (2003–2012)
- Varadaraju Sundramoorthy (2013, 2016–2018)
- Bernd Stange (2013–2016)
- Varadaraju Sundramoorthy (2016–2018)
- Fandi Ahmad (2018–2019)
- Nazri Nasir  (2019)
- Tatsuma Yoshida (2019–2021)
- Nazri Nasir (2022)
- Takayuki Nishigaya (2022–2024)
- Tsutomu Ogura (seit 2024)